# Jonizacja właściwa

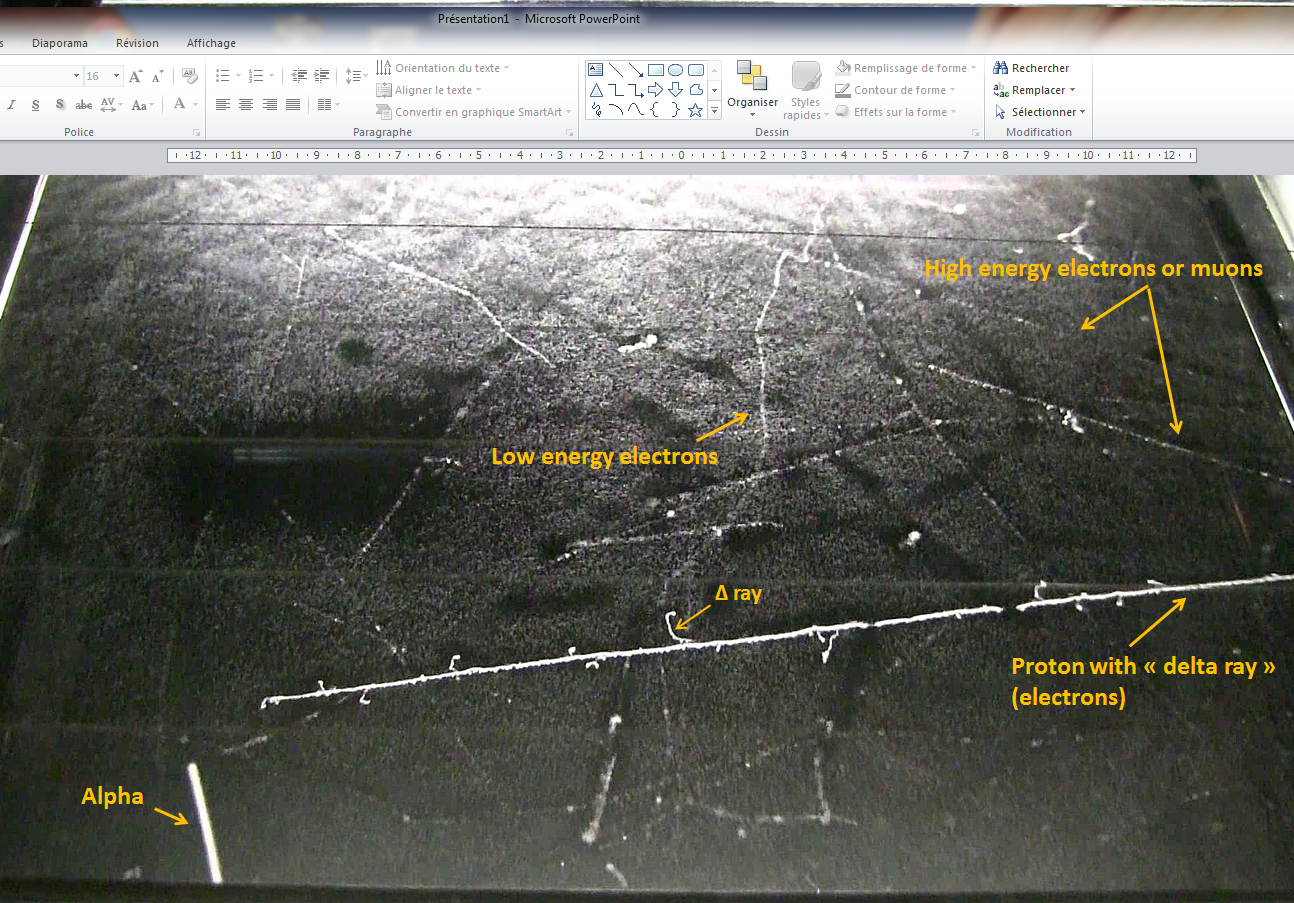
Ślady jonizacji wywołanej przez różne rodzaje promieniowania w komorze mgłowej.

Jonizacja właściwa (również: gęstość jonizacji) – bezjednostkowa wielkość wyrażająca liczbę par jonów wytworzonych na drodze (zwykle 1 milimetra) przebiegu promieni jonizujących w ośrodku. Zależy od rodzaju i energii promieniowania jonizującego. Może być również wyrażona jako iloraz zasięgu cząstki w ośrodku do pracy jonizacji. 
W warunkach normalnych w powietrzu jonizacja właściwa dla produktów rozszczepienia jest rzędu dziesiątek tysięcy. Dla cząstek alfa - rzędu kilku tysięcy. Dla promieniowania beta - rzędu kilku, kilkunastu.
Na efekt jonizacji składa się jonizacja pierwotna (wywołana bezpośrednio przez składową promieniowania jonizującego) i  jonizacja wtórna (wywołana za pośrednictwem elektronów wybitych przez promieniowanie jonizujące).